# هيذر مكدونالد
هيذر مكدونالد (بالإنجليزية: Heather McDonald)‏ هي واضعة كلمات الأوبرا ومخرجة أمريكية، ولدت في 1959.

## وصلات خارجية
- هيذر مكدونالد على موقع قاعدة بيانات برودواي على الإنترنت (الإنجليزية)